# Асар кая
„Асар кая“ е скален къс с формата на огромна гъба, по повърхността на който са изсечени трапецовидни ниши. Вероятно т.нар. гъба е част от скално-култов комплекс продължаващ по протежението на близкия скален масив, върху който е изградена тракийската крепост Боюк тепе. Комплексът се намира след село Женда, югоизточно от махала Соколите (Област Кърджали).

## Описание и особености
На скалите, върху които доминира крепостта Боюк тепе са маркирани с трапецовидни ниши, а в отделни сектори се забелязват издълбавания под формата на улеи, жлебове, полукръгове и др. На отсрещния скат, върху отделни самотно стърчащи канари също се наблюдават изсичания с вероятно култово предназначение.
Асар кая (скалната „гъба“), се намира на около 150 – 200 m. под фортификационното съоръжение. До нея води пътека, използвана и в древността, с изсечени в камъка стъпала. На скалната „гъба“ се наблюдават издълбани трапецовидни ниши – към върха на скалата от източната и западната страна. До западната основа е запазен голям четириъгълен камък, вероятно жертвеник, видимо оформен от човешки ръце. Два масивни скални къса има и до източната, ниска част на скалата. Конфигурацията оформя три коридора за наблюдение – източен, северен и южен.